# Apples tangentbord

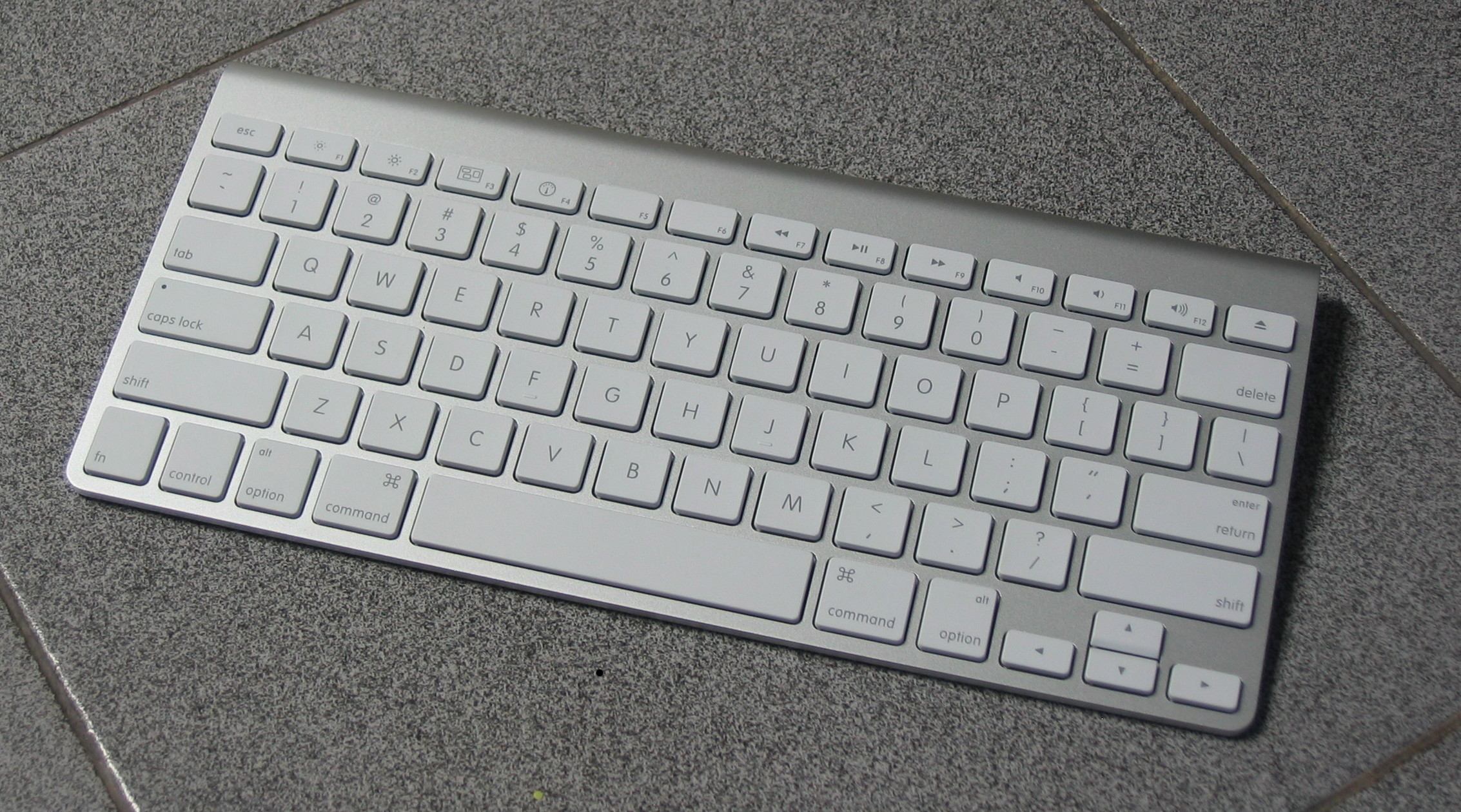
Trådlöst Bluetooth-tangentbord för Mac-datorer

Apples tangentbord ser i princip ut som de tangentbord som finns till PC-datorer men med undantag för Apples egna specialknappar. 
Standardfunktionerna hos Apples tangentbord fungerar i bland annat Windows- och Linuxmiljö. Volymjusteringen och ejectknappen stöds dock inte automatiskt av Windows egna drivrutiner.